# Лампасас (окръг, Тексас)
Окръг Лампасас (на английски: Lampasas County) е окръг в щата Тексас, Съединени американски щати. Площта му е 1849 km², а населението – 21 627 души (1 април 2020). Административен център е град Лампасас.